# 猪俣理恵
猪俣 理恵（いのまた りえ、1982年8月27日- ）は、福島放送の社員。元アナウンサー。
福島県会津若松市出身。血液型A型。

## 略歴
日本大学東北高等学校、関西大学社会学部卒業後、2006年契約アナウンサーとして入社。2010年暮れ、笠置わか菜から地上デジタル放送推進大使職を引き継ぎ、小野美希（テレビユー福島）に次ぐ地元出身の地デジ大使となった。
2013年には「南相馬市の元消防団員の思い」のナレーションで、第12回ANNアナウンサー賞大賞を受賞した。
2017年6月16日付けのブログで産休に入ることを報告し、2018年8月1日に復帰。2020年6月11日付けのブログで第二子出産のため産休に入ることを報告し、2021年7月30日付けのブログで復帰を報告した。
2022年3月、アナウンサー職を離れ、編成局に異動することが発表された。

## 人物
視力が良いのが自慢だったが、入社後に視力が悪くなり、眼鏡を購入し続いてコンタクトを購入したとブログで告白。

## 過去の担当番組
- るくなす（福島担当）
- ウィークエンドケア（2007年4月 - 2009年5月1日）
- ドミソラ（2012年4月7日 - 2016年3月26日） - 司会
- 小学生クラス対抗30人31脚
- 女子アナおしゃべり小部屋 べしゃるーむ
- ふくしまスーパーJチャンネル - 天気予報、リポーターなど
- 福島まるごとライブ ヨジデス
- KFBニュース